# Mosedale Beck (Lingmell Beck)
Der Mosedale Beck ist ein Fluss im Lake District, Cumbria, England. Er entsteht an der Nordflanke des Red Pike und fließt in südlicher Richtung durch das Mosedale-Tal. Der Mosedale Beck durchfließt den Weiler Wasdale Head und mündet dann in den Lingmell Beck, kurz bevor dieser auf den See Wast Water trifft.